# Laurel (Indiana)
Laurel é uma cidade  localizada no estado americano de Indiana, no Condado de Franklin.

## Demografia
Segundo o censo americano de 2000, a sua população era de 579 habitantes.
Em 2006, foi estimada uma população de 584, um aumento de 5 (0.9%).

## Geografia
De acordo com o United States Census Bureau tem uma área de
0,6 km², dos quais 0,6 km² cobertos por terra e 0,0 km² cobertos por água.

## Localidades na vizinhança
O diagrama seguinte representa as localidades num raio de 24 km ao redor de Laurel.